# Brentino Belluno
Brentino Belluno är en kommun i provinsen Verona i regionen Veneto i Italien. Kommunen hade 1 371 invånare (2018).